# Чемпіонат світу з хокею із шайбою серед молодіжних команд
Чемпіонат світу з хокею з шайбою серед молоді (гравців не старше 20 років) — щорічне змагання, яке організовує Міжнародна федерація хокею з шайбою з 1977 року.
Турнір організований за системою чемпіонату світу з хокею з шайбою серед чоловічих команд (складається з 4 дивізіонів — Топ, 1, 2, 3), проте кількість молодіжних команд, що беруть участь у турнірах усіх дивізіонів, менша.

## Історія
Перший офіційний турнір серед молодіжних збірних відбувся в 1977 році, хоча до цього три роки поспіль неофіційно проводили змагання серед молодіжних збірних. У чемпіонаті домінують збірні СРСР/СНД/Росії та Канади, які на двох з 49-ти турнірів (станом на 2025 рік) виграли 33 золоті медалі. Збірна Радянського Союзу виграла перші чотири чемпіонати, тоді як канадці двічі по п'ять разів поспіль здобували золоті нагороди впродовж з 1993 по 1997 та з 2005 по 2009 роки. Збірні СНД та Росії за цей самий період додали ще п'ять чемпіонських титулів, востаннє в 2011 році.
Молодіжні першості набули особливої популярності після масової бійки на чемпіонаті світу 1987 у матчі фаворитів Канади та СРСР, в якій брали участь усі гравці, включаючи запасних. Канадцям для здобуття золотих нагород потрібна була перемога з різницею в три шайби. У другому періоді на 14 хвилині за рахунку 4–2 на користь канадців спалахнула бійка, яка припинилася лише після виклику поліції. Той чемпіонат завершився обопільною дискваліфікацією збірних Канади та Радянського Союзу.
У 1991 році першість приймала Канада, господарі вп'яте вибороли золоті нагороди, а після цього ІІХФ за домовленістю з канадцями кожний четвертий турнір проводили у країні кленового листка. У XXI столітті починаючи з 2010 (Швейцарія відмовилась від проведення турніру) кожен другий чемпіонат проходить у Канаді.
Двічі у 2011 та 2018 роках чемпіонат приймав американський Баффало через близькість до кордонів з Канадою.
У 2022 році через російську збройну агресію проти України збірні Росії та Білорусі виключили із змагань.
Цей турнір є одним з найпрестижніших етапів з оглядин молодих хокеїстів, який підвищує цінність гравця для майбутніх драфтів НХЛ.

## Призери

### Неофіційні чемпіонати
| Рік  | Золото | Срібло    | Бронза         | Місце проведення    |
| ---- | ------ | --------- | -------------- | ------------------- |
| 1974 | СРСР   | Фінляндія | Канада         | Ленінград (СРСР)    |
| 1975 | СРСР   | Канада    | Швеція         | Вінніпег (Канада)   |
| 1976 | СРСР   | Канада    | Чехословаччина | Тампере (Фінляндія) |

### Офіційні чемпіонати
| Рік  | Золото        | Срібло         | Бронза         | Місце проведення                          |
| ---- | ------------- | -------------- | -------------- | ----------------------------------------- |
| 1977 | СРСР (1)      | Канада         | Чехословаччина | Банська Бистриця, Зволен (Чехословаччина) |
| 1978 | СРСР (2)      | Швеція         | Канада         | Монреаль, Квебек та інші (Канада)         |
| 1979 | СРСР (3)      | Чехословаччина | Швеція         | Карлстад (Швеція)                         |
| 1980 | СРСР (4)      | Фінляндія      | Швеція         | Хельсінкі (Фінляндія)                     |
| 1981 | Швеція (1)    | Фінляндія      | СРСР           | Аугсбург та ін. (ФРН)                     |
| 1982 | Канада (1)    | Чехословаччина | Фінляндія      | Міннеаполіс (США)                         |
| 1983 | СРСР (5)      | Чехословаччина | Канада         | Ленінград (СРСР)                          |
| 1984 | СРСР (6)      | Фінляндія      | Чехословаччина | Норчепінг, Нючепінг (Швеція)              |
| 1985 | Канада (2)    | Чехословаччина | СРСР           | Турку, Вантаа (Фінляндія)                 |
| 1986 | СРСР (7)      | Канада         | США            | Гамільтон, Торонто (Канада)               |
| 1987 | Фінляндія (1) | Чехословаччина | Швеція         | Нітра, Тренчин (Чехословаччина)           |
| 1988 | Канада (3)    | СРСР           | Фінляндія      | Москва (СРСР)                             |
| 1989 | СРСР (8)      | Швеція         | Чехословаччина | Анкоридж (США)                            |
| 1990 | Канада (4)    | СРСР           | Чехословаччина | Хельсінкі, Турку (Фінляндія)              |
| 1991 | Канада (5)    | СРСР           | Чехословаччина | Саскачеван (Канада)                       |
| 1992 | СНД (9)       | Швеція         | США            | Фюссен (Німеччина)                        |
| 1993 | Канада (6)    | Швеція         | Чехословаччина | Євле, Фалун (Швеція)                      |
| 1994 | Канада (7)    | Швеція         | Росія          | Острава, Фридек-Містек (Чехія)            |
| 1995 | Канада (8)    | Росія          | Швеція         | Едмонтон, Калгарі (Канада)                |
| 1996 | Канада (9)    | Швеція         | Росія          | Бостон (США)                              |
| 1997 | Канада (10)   | США            | Росія          | Женева, Морже (Швейцарія)                 |
| 1998 | Фінляндія (2) | Росія          | Швейцарія      | Хельсінкі, Гямеенлінна (Фінляндія)        |
| 1999 | Росія (1/10)  | Канада         | Словаччина     | Вінніпег (Канада)                         |
| 2000 | Чехія (1)     | Росія          | Канада         | Шеллефтео, Умео (Швеція)                  |
| 2001 | Чехія (2)     | Фінляндія      | Канада         | Москва, Подольськ (Росія)                 |
| 2002 | Росія (2/11)  | Канада         | Фінляндія      | Пардубице (Чехія)                         |
| 2003 | Росія (3/12)  | Канада         | Фінляндія      | Галіфакс, Сідні (Канада)                  |
| 2004 | США (1)       | Канада         | Фінляндія      | Хельсінкі, Гямеенлінна (Фінляндія)        |
| 2005 | Канада (11)   | Росія          | Чехія          | Гранд-Форкс, (США)                        |
| 2006 | Канада (12)   | Росія          | Фінляндія      | Ванкувер (Канада)                         |
| 2007 | Канада (13)   | Росія          | США            | Мора, Лександ (Швеція)                    |
| 2008 | Канада (14)   | Швеція         | Росія          | Пардубице, Ліберец (Чехія)                |
| 2009 | Канада (15)   | Швеція         | Росія          | Оттава (Канада)                           |
| 2010 | США (2)       | Канада         | Швеція         | Реджайна, Саскатун (Канада)               |
| 2011 | Росія (4/13)  | Канада         | США            | Баффало, Льюїстон (США)                   |
| 2012 | Швеція (2)    | Росія          | Канада         | Калгарі, Едмонтон (Канада)                |
| 2013 | США (3)       | Швеція         | Росія          | Уфа (Росія)                               |
| 2014 | Фінляндія (3) | Швеція         | Росія          | Мальме (Швеція)                           |
| 2015 | Канада (16)   | Росія          | Словаччина     | Монреаль, Торонто (Канада)                |
| 2016 | Фінляндія (4) | Росія          | США            | Гельсінки (Фінляндія)                     |
| 2017 | США (4)       | Канада         | Росія          | Монреаль, Торонто (Канада)                |
| 2018 | Канада (17)   | Швеція         | США            | Баффало (США)                             |
| 2019 | Фінляндія (5) | США            | Росія          | Ванкувер, Вікторія (Канада)               |
| 2020 | Канада (18)   | Росія          | Швеція         | Острава, Тржинець (Чехія)                 |
| 2021 | США (5)       | Канада         | Фінляндія      | Едмонтон (Канада)                         |
| 2022 | Канада (19)   | Фінляндія      | Швеція         | Едмонтон, Ред Дір (Канада)                |
| 2023 | Канада (20)   | Чехія          | США            | Галіфакс, Монктон (Канада)                |
| 2024 | США (6)       | Швеція         | Чехія          | Гетеборг (Швеція)                         |
| 2025 | США (7)       | Фінляндія      | Чехія          | Оттава (Канада)                           |
| 2026 |               |                |                | Міннеаполіс, Сент-Пол (США)               |

## Розподіл медалей по країнах
Розподіл медалей по країнах після 3 неофіційних (1974 — 1976) та 49 офіційних турнірів (1977 — 2025).
| № | Країна                 | Золото  | Срібло  | Бронза | Разом |
| 1 | Канада                 | 20      | 10 (2*) | 5 (1*) | 35    |
| 2 | СРСР/ СНД/ Росія       | 13 (3*) | 13      | 11     | 37    |
| 3 | США                    | 7       | 2       | 7      | 16    |
| 4 | Фінляндія              | 5       | 6 (1*)  | 7      | 18    |
| 5 | Швеція                 | 2       | 12      | 7 (1*) | 21    |
| 6 | Чехословаччина / Чехія | 2       | 6       | 9 (1*) | 17    |
| 7 | Словаччина             | 0       | 0       | 2      | 2     |
| 8 | Швейцарія              | 0       | 0       | 1      | 1     |

Примітка: (в дужках *) — в тому числі неофіційні три перші розіграшу 1974–1976 років, вони не враховані в загальному заліку медалей